# Michelangelo Pistoletto
Michelangelo Olivero Pistoletto (Biella, 25 giugno 1933) è un artista, pittore e scultore italiano, animatore e protagonista della corrente dell'arte povera.

## Biografia
Figlio unico di Livia Fila (1896-1971) e del pittore Ettore Olivero Pistoletto (1898-1981) che aveva realizzato una serie di dipinti sulla storia dell'arte della lana per la Zegna di Biella. Un anno dopo la sua nascita la famiglia si trasferisce a Torino, dove il padre aveva aperto uno studio di restauro. Fin da bambino frequenta lo studio del padre, avverso alle tendenze dell'arte moderna, dove apprende le basi del disegno e della pittura, le tecniche di restauro più recenti; si avvicina al mondo dell'arte anche attraverso visite domenicali alla Galleria Sabauda di Torino.
Inizia nel 1947 come apprendista nella bottega del padre restauratore di quadri, con cui collabora fino al 1958: è qui che egli viene in contatto con la tradizione pittorica occidentale, l'arte medievale e rinascimentale.
Nel 1953, collabora con Armando Testa, fondatore della prima scuola di pubblicità in Italia. Dirige tale istituto di advertising fino al 1958. La pubblicità influenzerà le sue prime ricerche. Già in questi anni inizia la sua attività creativa nel campo della pittura che si esprime anche attraverso numerosi autoritratti, su tele preparate con imprimitura metallica e successivamente su superfici di acciaio lucidato a specchio.
La frequentazione di luoghi espositivi torinesi, come la Galleria Notizie di Luciano Pistoi, la Galleria La bussola, il Centro Internazionale di Ricerche Estetiche e il Museo Civico, dove il critico Luigi Carluccio aveva curato una seria di mostre focalizzate sul confronto fra Italia e Francia, con artisti quali Georges Mathieu e Hans Hartung, insieme al contatto con le opere di Lucio Fontana, viste a Torino alla rassegna "Arte in vetrina", lo conducono ad una riflessione sull'arte contemporanea, sulla contrapposizione fra astratto e figurativo.
Espone la sua prima opera, un autoritratto, nel 1955 al Circolo degli Artisti di Torino.

### Gli inizi

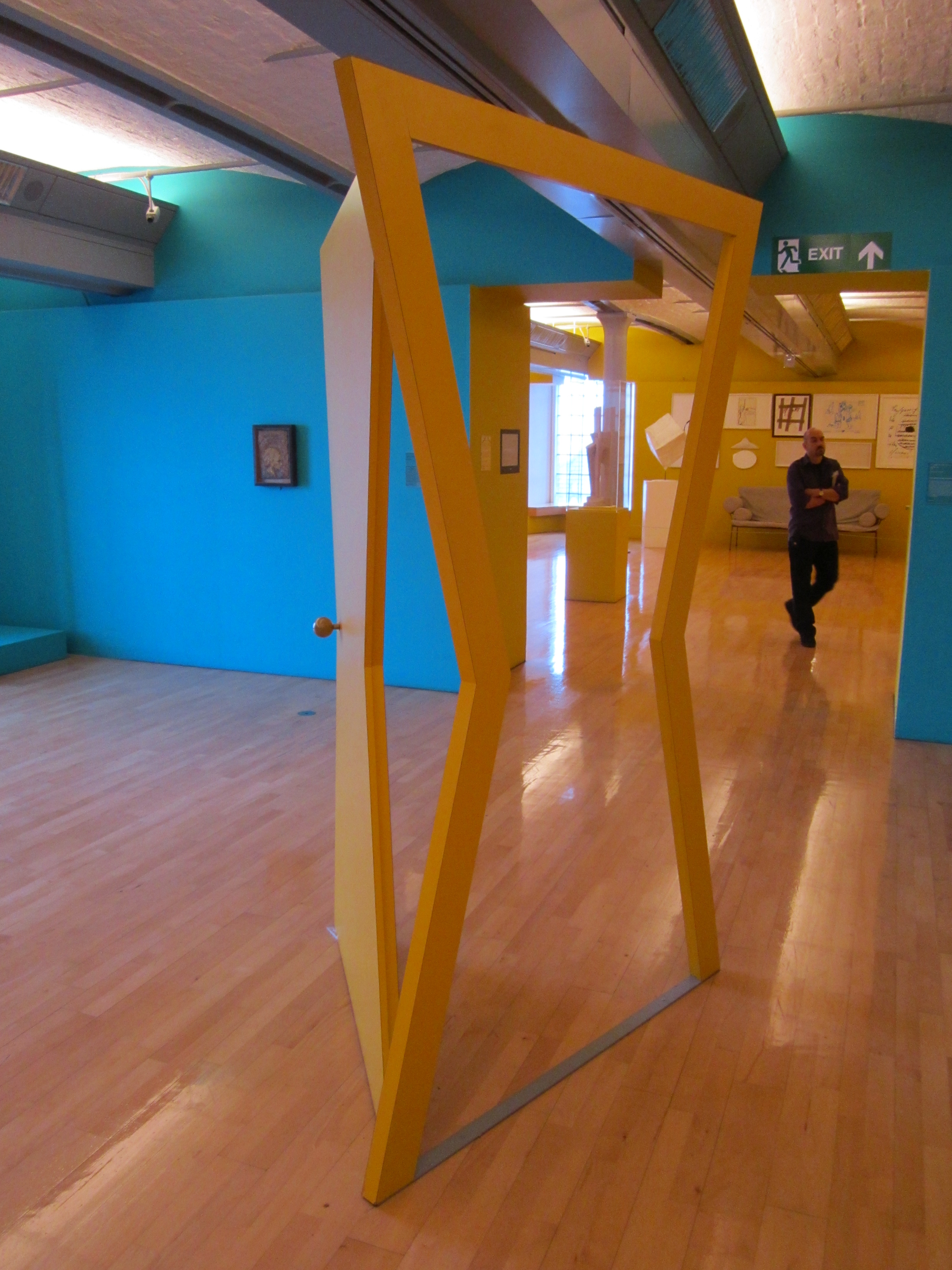
Door, Tate Liverpool

Tra il 1962 e il 1966 i soggetti dei "quadri specchianti" vengono tagliati e immobilizzati in un'istantanea, in un'atmosfera di sospensione ancora più accentuata. Nel 1963, anno in cui espone per la seconda volta alla Galleria Galatea, viene erroneamente accostato da Ileana Sonnabend ad artisti pop come Jasper Johns, Robert Rauschenberg, Roy Lichtenstein e Andy Warhol. In Pistoletto però manca sempre l'identificazione fra arte ed oggetti di consumo e merci, che si trova nella Pop Art americana e la rimozione della mano dell'artista tipica, ad esempio, di Warhol.
Nel 1964 si colloca il passaggio dai Quadri specchianti ai Plexiglas, lastre di resina trasparente su cui l'artista dipinge o riporta fotografie di oggetti già utilizzati nei primi lavori, che lasciano intravedere la superficie su cui poggiano. La luce incontra il vuoto dell'opera e il pieno della realtà, dell'ambiente. La distinzione fra immagine e realtà si rende ambigua, gli oggetti rappresentati si trasformano in oggetti reali, che si relazionano con lo scorrere del tempo ed il mutare delle cose.
( Carlos Basualdo, Testi di Michelangelo Pistoletto, in Michelangelo Pistoletto. Da uno a molti. 1956-1974, Electa, 2011,  p. 344.)

### Arte Povera
Con gli Oggetti in meno e le prime opere con gli stracci, ad esempio tre Venere degli stracci (1967), sarà catalizzatore alla nascita dell'Arte Povera.
Nel 1967 pubblica in proprio una riflessione teorica sull'evoluzione del suo lavoro, intitolata Le ultime parole famose: si interroga sull'ambiguità in arte fra «una parte mentale e astratta e una parte concreta e fisica», tra una presenza letterale dell'artista nello specchio e una sua presenza intellettuale in pittura.

### Gli anni Settanta e Ottanta

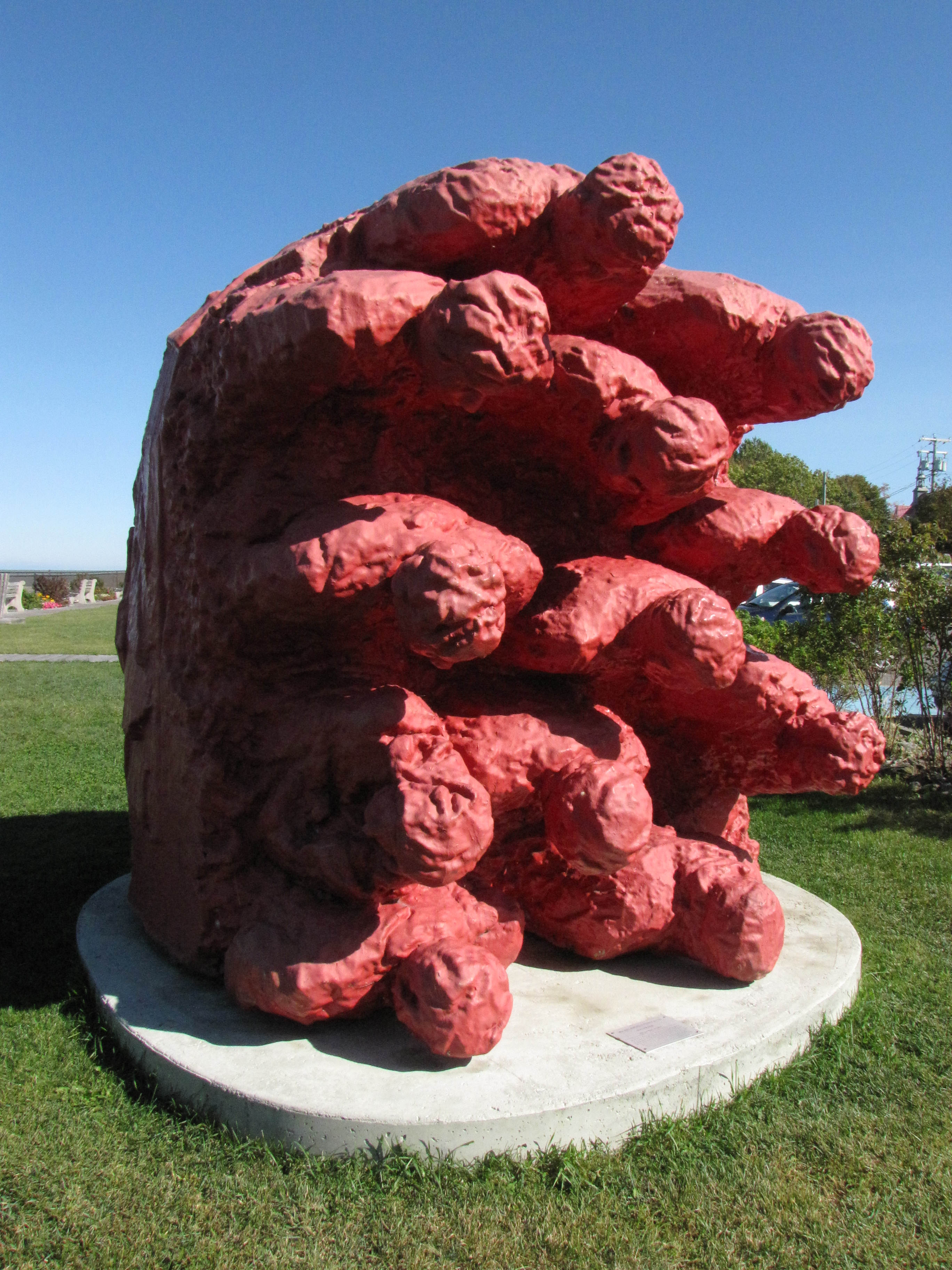
Shipwreck, opera del 1984 a Saint-Jean-Port-Joli

All'interno degli spazi della Galleria Christian Stein di Torino, dall'ottobre del 1975 al settembre 1976, Pistoletto realizza 12 mostre consecutive, una al mese. Le Stanze, che scaturiscono da tre ambienti (tre stanze collegate da tre porte allineate sullo stesso asse), agiscono come una sorta di cannocchiale architettonico, riflettendosi le une nelle altre, nello steso spazio.
Tra il 1979 e il 1980 Pistoletto dà vita a un'ampia collaborazione creativa che interessa diverse città degli Stati Uniti con una serie di mostre personali e installazioni in musei, gallerie e luoghi pubblici. Pistoletto lavora ad un fitto programma di collaborazioni con numerosi artisti, gruppi musicali e teatrali locali. Ad Atlanta invita il regista teatrale e attore Lionello Gennero, Enrico Rava, musicista jazz, e il compositore statunitense Morton Feldmann, coaudiuvati da Maria Pioppi.
La Creative Collaboration prosegue in diverse città durante il biennio: New York, Los Angeles e Athens. Parallelamente è anche in Italia, a Bologna e a Corniglia, dove Pistoletto coordina e prende parte ad una serie di spettacoli per le strade della città insieme a quegli artisti che avevano collaborato con lui ad Atlanta.
Presso la Galleria Persano di Torino, nel giugno del 1985, espone un gruppo di opere costituite da volume e superfici, utilizzando grandi blocchi di poliuretano usati per le sculture, ricoperti di tela e dipinti, con colori cupi e scuri, e a cui l'artista, nel testo pubblicato sul catalogo, si riferisce anche con l'espressione "arte dello squallore". In forma di riproduzione fotografica Pistoletto presenta, su grandi pannelli di legno, le immagini di alcune di queste opere esposte in diversi luoghi negli anni precedenti per evidenziare il connubio di pittura e scultura attraverso la bidimensionalità della fotografia.

### Gli anni Novanta

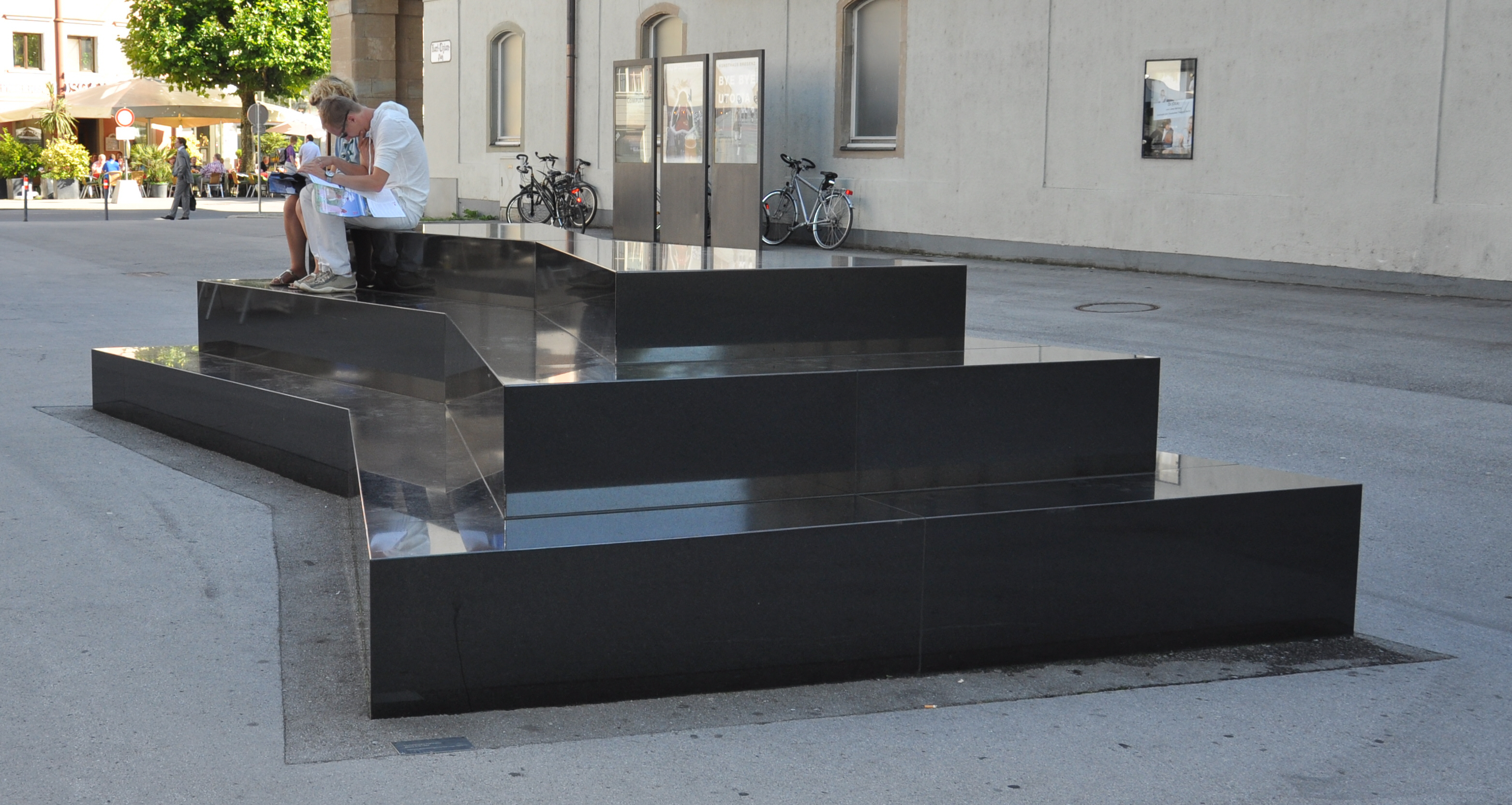
Segno Arte a Bregenz

Si tratta di una produzione di una serie di opere realizzate dall'artista e l'invito a realizzare il proprio Segno Arte anche agli altri. La mostra si tenne in Francia nel 1993 simultaneamente in diverse città tra cui Rochechouart, Thiers e Vassiviere.
Il Segno Arte di Pistoletto è una figura formata dall'intersezione di due triangoli, iscrivendo idealmente una figura umana con braccia alzate e gambe divaricate. Proprio questa forma viene utilizzata da Pistoletto come modulo base per la realizzazione di altre opere in materiali diversi. Come esempio dei Segni Arte prodotti dagli altri, si può ricordare L'ala di Krems, una scultura permanente, realizzata a Krems nel 1997, composta da pannelli luminosi contenti ciascuno il Segno Arte di un abitante di Krems. 
Pistoletto elabora un programma innovativo per abbattere le tradizionali barriere tra le diverse discipline artistiche. Le finalità del progetto sono quelle di coinvolgere, oltre ad artisti di diversi campi, anche esponenti della politica. Le idee, enunciate nel manifesto, si sintetizzano e conceretizzano nella mostra a Pistoia (da novembre 1995 a febbraio 1996) presso Palazzo Fabroni, divisa in 16 stanze tematiche corrispondenti alle diverse istanze articolate all'interno del Progetto: Filosofia, Architettura, Politica, Letteratura, Economia, Cibo, Mercato, Religione, Design, Scienza, Arte, Informazione, Musica, Incontri, Abito e Teatro.

Successivamente, da settembre del 1996 al febbraio 1997, al Museo Pecci di Prato cura la mostra Habitus, Abito, Abitare in cui le stanze sono frequentate da artisti, designer, sociologi. Inoltre in vari luoghi della città vengono organizzate delle iniziative che tendono a coinvolgere il pubblico.

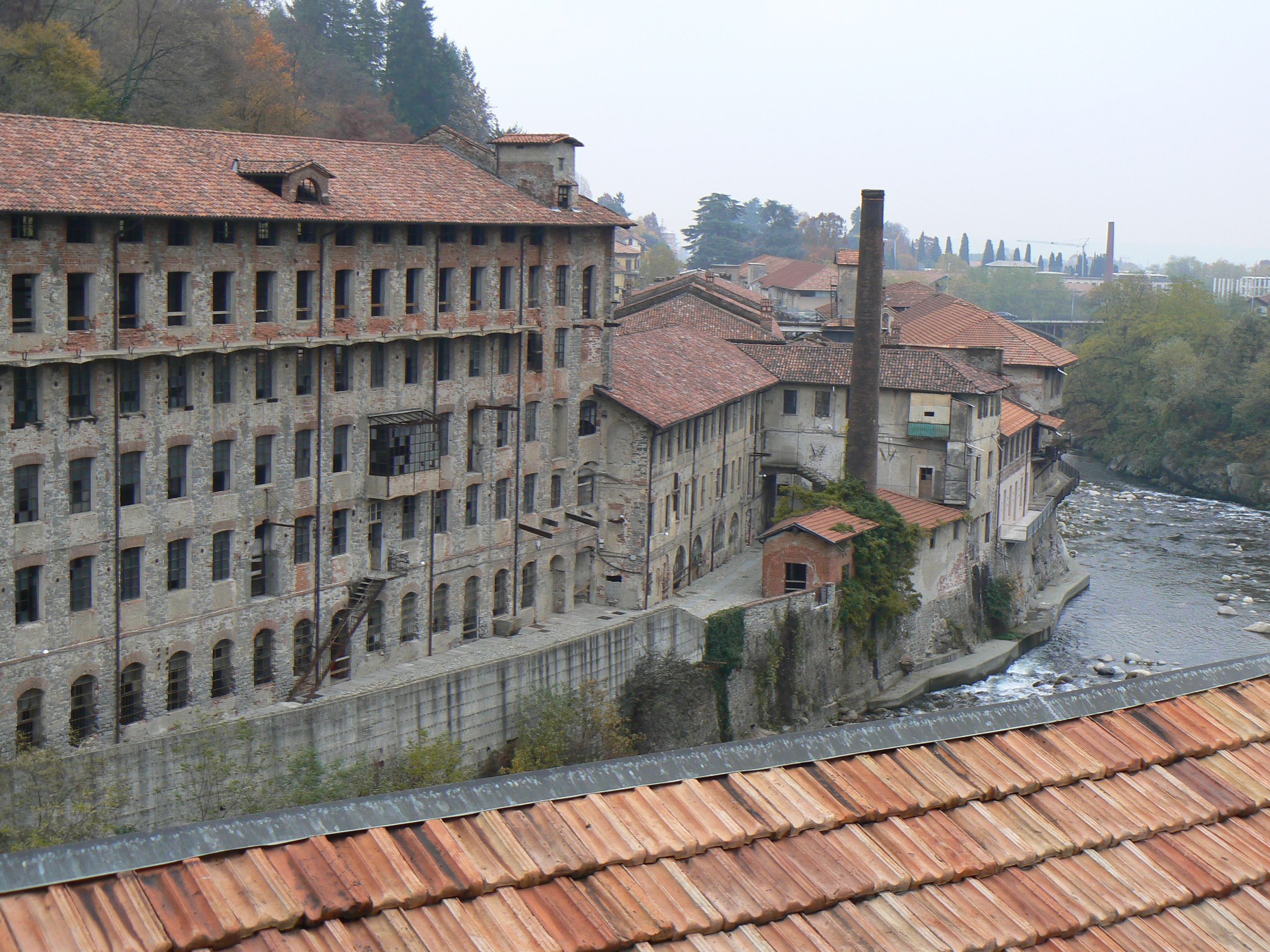
L'Ex lanificio Trombetta nel 2012

Nel 1998, Pistoletto fonda a Biella Cittadellarte - Fondazione Pistoletto, un centro dedicato all'arte contemporanea in cui si organizzano mostre, convegni, performance, laboratori didattici e multimediali, con lo scopo di porre l'arte in interazione con la società. L'idea di acquistare, ristrutturare e riqualificare quello che era l'ottocentesco lanificio Trombetta di Biella in un laboratorio creativo ed espressivo è propria dello stesso artista. L'ampio spazio dell'ex opificio ospita aree che riguardano arte, politica, educazione, produzione, lavoro, ecologia, economia, architettura, comunicazione, moda, nutrimento. Ogni anno, tramite il progetto UNIDEE, la fondazione ha proposto nuovi artisti, i quali sono stati incaricati di lavorare su progetti fondati sul binomio arte e società. La sede di Cittadellarte ospita al suo interno anche la collezione permanente dello stesso Pistoletto.

### Gli anni Duemila:Il Terzo Paradiso, Ominiteismo e Demopraxia
Nel 2003 l'artista scrive il manifesto del Terzo Paradiso, disegnando un simbolo costituito da due cerchi contigui agli estremi di un altro cerchio centrale maggiore: si tratta di una rielaborazione del segno matematico dell'infinito.

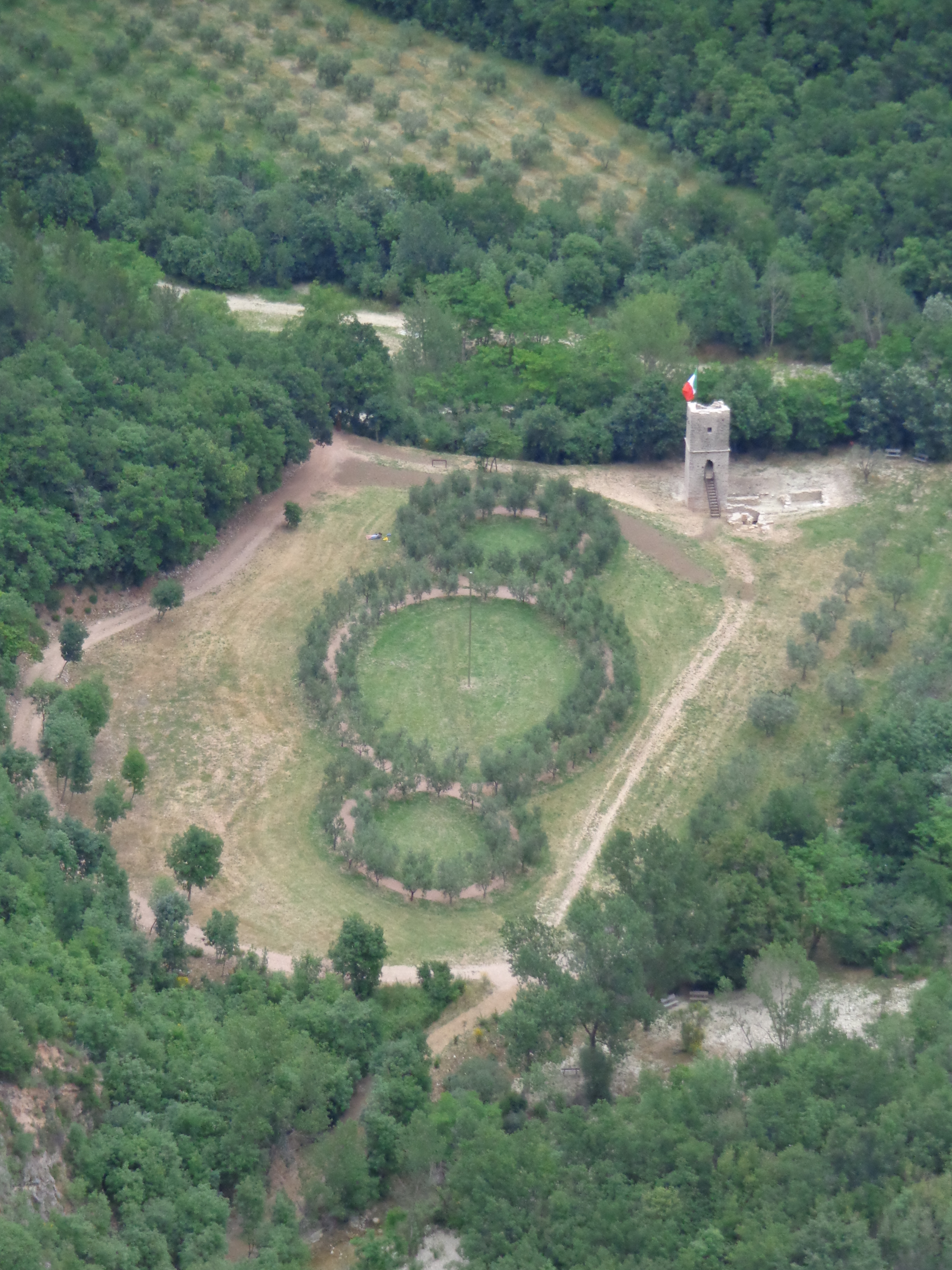
Il Terzo Paradiso nel bosco di San Francesco ad Assisi

Alla 51ª Biennale di Venezia nel 2005 viene presentata il Terzo Paradiso come evento rivolto a coinvolgere adulti e bambini all'insegna del rispetto verso la natura e gli spazi urbani tramite un coinvolgimento creativo basandosi sull'interazione arte e società. Una manifestazione collettiva che tende a sollecitare l'assunzione di una responsabilità sociale con una riflessione sulla sostenibilità ambientale. Eventi ed esposizioni, oltre che essere organizzati in diverse città d'Italia, vengono svolti anche all'estero. Viene presentato nella mostra intitolata L'isola interiore: l'arte della sopravvivenza, curata da Achille Bonito Oliva, nel corso della quale sono organizzati sull'isola di San Servolo eventi e incontri con la partecipazione di Gilberto Gil, musicista e Ministro della cultura del Brasile.
Dal 2007, con la collaborazione tra Pistoletto e Gianna Nannini il Terzo Paradiso assume la forma di un "work in progress" multimediale. Nel 2010 Pistoletto scrive il saggio Il Terzo Paradiso, edito da Marsilio.
Dopo il 2011 nel Bosco di San Francesco ad Assisi, acquisito dal Fondo Ambiente Italiano, è stato creato un percorso di visita che inizia dalla Basilica e termina in una radura sulla vallata del Tescio dove è stato costruito un esemplare del Terzo Paradiso. Nell'aprile 2017, a Ponte San Ludovico di Ventimiglia presso il confine italo-francese, è iniziata la costruzione in pietra di una grande riproduzione del simbolo. Una raffigurazione del Terzo Paradiso è stata riprodotta da iSKO per Home Festival, edizione 2017, sopra l'edificio Ex-Dogana di Treviso. Ancora nel 2017 il grafema è stato inserito dall'Agenzia Spaziale Italiana nel logo della missione "Vita" (NASA/ASI ISS-3) per la Stazione spaziale internazionale, con l'astronauta Paolo Nespoli. Nel 2018 il Terzo Paradiso è stato adottato dal Comune di Fontecchio, che ne ha collocato una rappresentazione nell'Ex convento di San Francesco.. Nel 2019 è stato tracciato nella città dell'Aquila, sulla pavimentazione del Parco del Castello.
Pistoletto affronta il tema della spiritualità, delle religioni monoteistiche e della politica nel suo manifesto Ominiteismo e Demopraxia del 2017. L'Ominiteismo pone sia le persone che le istituzioni religiose di fronte a se stesse per un giudizio che non arriva dall'alto, ma mette ciascuno e tutti direttamente davanti alle proprie responsabilità. La responsabilità diviene così la prassi che regola e unisce tutte le parti della società. La Demopraxia - concetto e termine ideati nel 2012 da Paolo Naldini, direttore di Cittadellarte - sostituisce il termine "potere", dal greco Κράτος (krátos, da cui deriva democrazia), con il termine "pratica", dal greco πρᾶξις (pràxis, da cui demopraxia), per arrivare con la demo-pratica là dove non si è potuti arrivare con l'imposizione del demo-potere. L'intento è ancora quello di sollecitare la responsabilità sociale attraverso l'arte.
Nel 2020, con la concessione di una licenza esclusiva, il simbolo è stato donato da Pistoletto al Comune di Biella, divenuta l'anno precedente città creativa UNESCO; di conseguenza il simbolo è presente in particolari siti del biellese, come al Ricetto di Candelo.
Il 21 febbraio 2025, è stata annunciata ufficialmente la candidatura di Pistoletto al Premio Nobel per la pace dello stesso anno, presentata dall'organizzazione no-profit Fondazione Gorbachev.

## Documentari
- Pistoletto di Pierre Coulibeuf (2000)
- Michelangelo Pistoletto di Ignazio Aosta (2004)

## Michelangelo Pistoletto nei musei

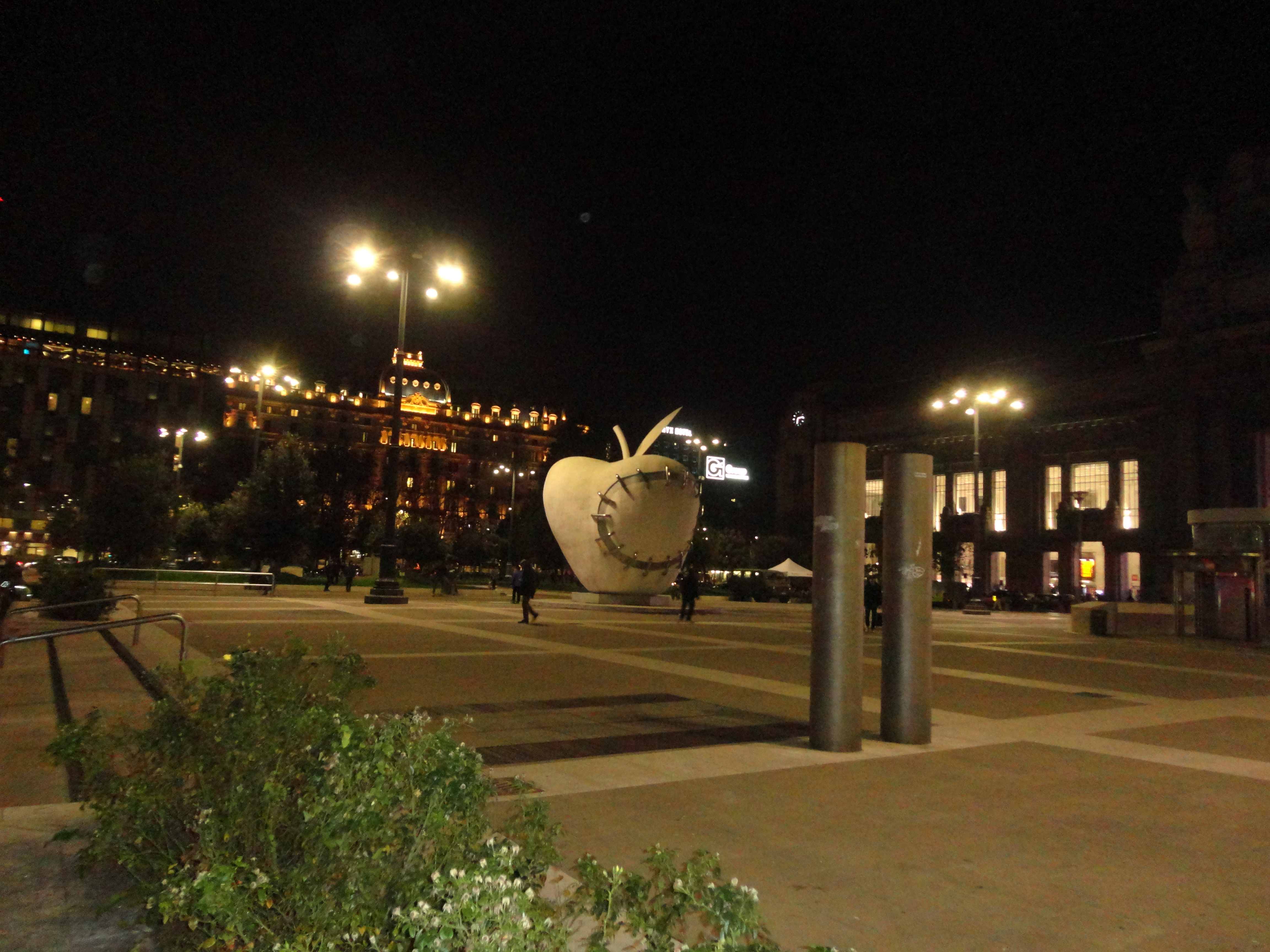
Mela Reintegrata Milano, Stazione Centrale

### In Italia
- Cittadellarte-Fondazione Pistoletto, Biella[14]
- Centro per l'arte contemporanea Luigi Pecci di Prato
- Museo nazionale delle arti del XXI secolo sez. d'arte figurativa, di Roma
- Museo Nazionale di Capodimonte di Napoli
- Galleria Nazionale d'Arte Moderna di Roma
- Galleria degli Uffizi a Firenze
- Collezione Roberto Casamonti, Firenze
- Museo del Novecento a Milano
- Museo d’Arte Contemporanea Donna Regina Madre a Napoli
- Museo d'Arte Contemporanea del Castello di Rivoli a Rivoli
- GAM di Torino
- MAXXI - Museo Nazionale delle Arti del XXI Secolo a Roma
- Museo per l’Arte Contemporanea di Trento e Rovereto (MART) a Rovereto
- MdAO - Museo d'Arte di Avellino

### Nel mondo
- Museo del Louvre di Parigi
- Centre Georges Pompidou di Parigi
- Museo Reina Sofia di Madrid[15]
- Detroit Institut of Arts di Detroit
- Neue Nationalgalerie a Berlino
- Tate Modern a Londra
- The Metropolitan Museum of Art a New York
- MoMA - The Museum of Modern Art a New York
- Solomon R. Guggenheim Museum di New York

## Onorificenze
Leone d'oro alla carriera alla Biennale di Venezia. 24 marzo 2003.

## Pubblicazioni
- La mensa delle culture, Corraini, 2005. ISBN 9788875700577
- Il Terzo Paradiso, Marsilio, 2010. ISBN 9788831706322
- La voce di Pistoletto, Bompiani, 2013. (con Alain Elkann) ISBN 9788845272554
- Ominiteismo e demopraxia. Manifesto per una rigenerazione della società, Chiarelettere, 2017. ISBN 9788861909731
- La formula della creazione, Cittadellarte, 2022. ISBN 9788898698264